# Henrik Weber
Henrik Weber (ur. 24 maja 1818 w Budapeszcie, zm. 14 maja 1866 tamże) – węgierski malarz historyczny oraz realista.

## Życiorys
Weber urodził się i wychował w Peszcie. Tam też pobierał pierwsze sformalizowane nauki malarstwa, gdzie jego mistrzem był János Tóbiás Kärgling. Od maja 1835 r. kontynuował naukę uczęszczając do Akademii Sztuk Pięknych w Wiedniu. Jego nauczycielami w tamtejszej szkole byli profesorowie malarstwa: Johann Nepomuk Ender i Leopold Kupelwieser, który wykładał historię estetyki. Ich nauki silnie zaważyły na całej twórczości Webera, który ostatecznie odrzucił nurt akademistyczny i związał się z realizmem. W trakcie studiów podjął się pracy litografa, a także udzielał korepetycji z wykorzystania tej techniki twórczej. Pierwsze kompozycje Webera, które znalazły uznanie powstały właśnie w Wiedniu (Ubiór panny młodej, Niedziela Palmowa). Sukces wystawowy, ale także popularność Webera, który stał się modnym portrecistą pozwoliła mu pozostać w tym mieście do końca lat 30. Okres wiedeński twórczości Henrika Webera przechodzi pod znakiem wziętego portrecisty i rejestratora zwyczajów kultury zarówno miejskiej, jak i wiejskiej.
W 1840 r. Henrik Weber wyjechał do Monachium, aby popróbować szczęścia i utrzymać się z malowania portretów, na które utracił zainteresowanie w Wiedniu. W Monachium jednak Weber również nie zdobył dużego uznania jako portrecista. Na emigracji podjął tematykę historii Węgier. Powstały tam takie obrazy jak Śmierć Jana Hunyadyego (1844) i Kompozytor Mihály Mosonyi z żoną. Podjęcie nowego tematu utorowało mu drogę artystyczną w Bawarii. Dał się tam poznać jako niezwykle dokładny w oddaniu realizmu przeżyć postaci malarz historyczny.
W okresie monachijskim Weber podjął się podróży twórczej do Włoch, którą odbył w latach 1845-'47. W trakcie tej wędrówki powstały liczne pejzaże wiejskie i portrety chłopek. W drodze powrotnej do Monachium, artysta zmienił zamiary, i każąc wysłać swoje bagaże do Pesztu, powrócił do ojczyzny. Po powrocie poświęcił się pracy portrecisty, ale już nie miała ona charakteru zarobkowego. W Peszcie powstały także liczne weduty oraz krajobrazy naddunajskiej społeczności, m.in. Pesztanie i Król Salomon w więzieniu (1852).